# 特摄冒险话剧 超级英雄列传
《特摄冒险话剧 超级英雄列传》是一款由ElYu制作、萬普发行的动作游戏。游戏于2000年7月在Dreamcast发行。
本游戏是机器人动画和特摄作品角色战斗的跨界作品。